# Pedro Azabache Bustamante
Pedro Azabache Bustamante (Moche, Perú, 31 de gener de 1918 - Moche 27 de febrer de 2012), va ser pintor peruà, deixeble de Julia Codesido i de José Sabogal i és un dels pocs continuadors directes de l'indigenisme. Va estudiar a l'Escola Nacional de Belles arts de Lima on va ingressar l'any 1937. Al juny de 1944 va presentar la seva primera mostra individual a les exclusives sales de la institució cultural "Insula", per invitació del poeta José Gálvez Barrenechea. El 1962, va fundar l'Escola de Belles arts Macedonio de la Torre a la ciutat de Trujillo, de la qual va ser el seu primer director. Atzabeja Bustamante és un dels integrants del Grup Nord que sorgís a la ciutat de Trujillo en la primera meitat del segle xx.

## Obra
El pintor indigenista i costumista, en els seus llenços va plasmar les belles estampes de Moche, la dels seus sants predilectes, com el Patró dels Agricultors, San Isidre Llaurador, el retrat de la seva mare i molts més que han recorregut el món. La seva valuosa obra artística, és admirada al país i a l'estranger per plasmar els paisatges i els rostres del Perú profund de la costa i la serra.